# Malus sylvestris
El manzano silvestre o manzano silvestre europeo (Malus sylvestris) es una de las especies del género Malus originario de la Europa central. Su nombre científico significa  "manzana del bosque". En el pasado se pensó que pudiera ser un antepasado importante del manzano de cultivo (Malus domestica), sin embargo ahora se sabe que aquél  proviene principalmente de la especie Malus sieversii de Asia central. Por otra parte, estudios genéticos recientes confirman que M. sylvestris ha contribuido de manera secundaria, pero significativa, al genoma del manzano de cultivo (Malus domestica).

## Descripción
Es un árbol que alcanza un tamaño de 2-7 m de altura, a veces espinoso, con tronco de corteza agrietada que se desprende en placas. Las ramas jóvenes con yemas de 3-4 × 2 mm, cónico-ovoideas, glabras, pero ciliadas en los bordes. Las hojas de 25-50 × 20-40 mm, de aovadas a elípticas, ± acuminadas, con la base por lo general cuneada o redondeada, aserradas, de envés algo peloso al brotar, más tarde glabras por ambas caras; pecíolo 9-30 mm, glabro o algo peloso; estípulas de 3-5 mm, dentadas, subglabras. Flores 3-6, en cimas umbeliformes o corimbiformes; pedicelos 9-20 mm, pelosos. Sépalos 5-5,5 × 2 mm, triangulares, a veces con algunos dientes laterales, glabros en la cara externa y tomentosos en la interna. Pétalos 11- 17 × 10-13 mm, suborbiculares, blancos, a veces rosados; uña 1-2 mm. Estambres 20; filamentos 9-10 mm; anteras c. 1,5 × 0,5 mm. Estilos 5, de 7-8 mm. Pomo 18-26 × 19-23 mm, globoso, coronado por los restos del cáliz, verde o rojizo. Semillas 6-7 × 3-3,5 mm.

## Taxonomía
Malus sylvestris fue descrita por Carlos Linneo & Mill. y publicado en The Gardeners Dictionary: . . . eighth edition Malus no. 1. 1768.
Citología
El número de cromosomas es de 2n = 34*.
Sinonimia
- Malus praecox Borkh.
- Malus sylvestris subsp. praecox Soó[6]

## Nombre común
Castellano: manzano silvestre, camueso, currubita, chimino, gurrufito, maíllo, manzanal, manzaneira, manzanera, manzano acerbo, manzano bravo, manzano montés, manzanoñeras, maguillo.